# Mutual Film Company
Ne doit pas être confondu avec Mutual Film.
Mutual Film Company est une société de production et de distribution américaine spécialisée dans le cinéma.

## Filmographie

### Production
Par première date de sortie en salle

#### 1997
- L'Éventreur (The Ripper) (TV) de Janet Meyers
- Le Chacal (The Jackal)  de Michael Caton-Jones
- Relic (The Relic) de Peter Hyams

#### 1998
- Paulie, le perroquet qui parlait trop (Paulie), de John Roberts
- Un plan simple (A Simple Plan) de Sam Raimi
- Il faut sauver le soldat Ryan (Saving Private Ryan) de Steven Spielberg (en association)
- Black Dog de Kevin Hooks
- Primary Colors de Mike Nichols
- Pluie d'enfer (Hard Rain) de Mikael Salomon

#### 1999
- Man on the Moon de Miloš Forman
- Virus de John Bruno

#### 2000
- The Patriot (The Patriot) de Curtis Hanson
- Wonder Boys de Curtis Hanson
- Isn't She Great de Andrew Bergman

#### 2001
- Lara Croft : Tomb Raider de Simon West

#### 2003
- Lara Croft : Tomb Raider, le berceau de la vie (Lara Croft Tomb Raider: The Cradle of Life) de Jan de Bont
- Tomb Raider: The Secrets of Lara Croft de Toby Reisz (documentaire)
- Prisonniers du temps (Timeline) de Richard Donner

#### 2006
- Faussaire (The Hoax) de Lasse Hallström
- Des serpents dans l'avion (Snakes on a Plane) de David R. Ellis et Lex Halaby

#### 2012
- Jack Reacher de Christopher McQuarrie